# 블루 마운틴 스테이트: 더 라이즈 오브 사드랜드
《블루 마운틴 스테이트: 더 라이즈 오브 사드랜드》(영어: Blue Mountain State: The Rise of Thadland)는 2016년 공개된 미국의 코미디 영화이다. 드라마 《블루 마운틴 스테이트》의 극장판이다.

## 출연

### 주연
- 앨런 리치슨
- 프란시스 쇼
- 다린 브룩스

### 조연
- 스테파니 메이
- 크리스 로마노
- 페이지 케네디
- 지미 타르토
- 샘 존스 3세
- 켈리 크루거
- 에드 마리나로
- 제임스 케이드
- 롭 램지
- 에드 아마트루도